# سویسه سادات
سویسه سادات، روستایی در دهستان سویسه بخش سویسه شهرستان کارون در استان خوزستان ایران است.

## جمعیت
بر پایه سرشماری عمومی نفوس و مسکن در سال ۱۳۹۵، جمعیت این روستا ۷۹۸ نفر (۲۱۰ خانوار) بوده است.